# 天草四郎
天草四郎（日语：〔〕／ Amakusa Shirō，1621年？—1638年4月12日），本名益田四郎時貞，後來改名天草時貞，教名熱羅尼莫（葡萄牙語：Jerônimo），是日本江户时代九州島原之亂（1637年12月11日－1638年4月12日）的领袖。

## 生平

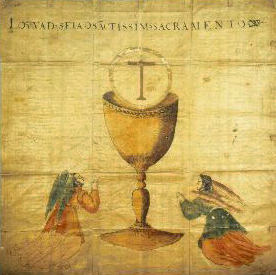
天草四郎的旗印

父親益田好次是小西行長的家臣。後來時貞被過繼給天草甚兵衛，因而改名天草四郎。天草自幼聰穎過人，有神童之稱，且外表俊秀。
天草四郎接受了天主教思想，在民眾中宣傳「天地本同根，萬物是一體，其間並無尊卑之別」的教義，被教民奉為「天童」、「救世主」。於寬永十四年（1637年）率領三萬數千名（一說兩萬數千名）來自島原（長崎）和天草（熊本）的基督徒起義，佔領島原半島南部的原城，在城上豎立十字架，掛上畫有十字架和聖像的旗幟。
12月9日、12日，幕府先後接到島原、天草農民起義的消息，急派板倉重昌為幕府專使，赴九州鎮壓起義軍。板倉到達九州後，對起義軍發動兩次進攻均失敗。幕府再派松平信綱前往九州督戰，板倉獲知消息後，感到幕府對自己不信任。寬永十五年（1638年）元旦，在松平信綱到達九州之前，板倉對原城起義軍發動了突擊進攻。在原城起義軍的奮力抗戰下，板倉軍隊大敗，板倉本人戰死。松平信綱改變戰術為圍城，等待城中糧盡，起義軍自動瓦解。與此同時，幕府請荷蘭人砲擊原城，但仍不奏效。
由於圍城導致糧食缺乏，起義軍戰鬥力下降。寬永十五年（1638年）2月28日，幕府軍動員十餘萬軍隊對起義軍發動總攻擊，因飢餓力衰，起義軍大敗，原城陷落，天草四郎在大火中被殺。四郎之母（教名玛尔达）在辨認首级時，嘴里不停唸着“四郎已化天鹅去了天主之国”，但是看到首级後便崩溃痛哭。

## 大眾文化

### 文学描写
《魔界轉生》是由日本作家山田風太郎以島原之亂為依據，將背景設定在島原之亂後的十餘年，叙述當年的天草四郎與追隨者阿品在城陷後憤怒於神的沉默，死後墮入魔界，藉由轉生回到人間作亂的魔幻故事。兩人一方面聯合覬覦紀州藩藩主德川賴宣的寶座，一方面召喚具有魔力的魔界眾，希望一舉推翻鎮壓島原之亂的幕後黑手德川家光。受到四郎召喚的魔界眾都是生時或臨死時有志未竟的劍豪，包括在「鍵屋之辻」一戰中連砍36人的荒木又右衛門、追求使槍極技的寶藏院胤舜、劍豪宮本武藏、德川家劍術指導柳生但馬守，以及德川幕府第一代將軍德川家康等。
背著信眾血債的天草四郎要面對的最大敵人並非德川幕府，卻是一代劍豪柳生十兵衛，柳生十兵衛將會阻止自魔界中轉生的天草四郎與群魔...。
依據《魔界轉生》的故事而拍的兩部電影值得一提，一部較久之前的是1981年由深作欣二導演，真田廣之、澤田研二、千葉真一、緒形拳等所主演的，並由澤田研二飾演天草四郎。另一部最近的是2003年由平山秀幸導演、窪塚洋介、佐藤浩市主演的，天草四郎由窪塚洋介飾演。

### 遊戲
- 《侍魂》 － 天草四郎時貞：侍魂（初代）的角色，也是初代的最終頭目。
- 《Fate/Grand Order》 － 天草四郎時貞：因應2016年三月日版白色情人節活動，以Ruler職階期間限定登場，寶具為「雙腕·零次集束」。
- 《貓咪大戰爭》 － 天草四郎，以機關人偶的形象作為角色出現，擁有對黑色與惡魔敵人超大傷害的能力
- 《怪物彈珠》，於2015年4月獸神祭（現為激獸神祭）中登場。其後於2024年7月中登場的黎絕角色「焉悲祖拉」為天草四郎的「幻像」

### 小說
《Fate/Apocrypha》 － 天草四郎時貞：第三次聖杯戰爭中愛因茲貝倫召喚出的犯規從者「裁定者（Ruler）」，寶具是「右腕‧惡逆捕食」與「左腕‧天惠基盤」；以後在聖杯大戰中作為紅Assassin的御主。

### 漫畫
《金田一少年之事件簿》 － 【天草財寶殺人事件】

### 網路劇
《GEATS EXTRA 假面騎士TYCOON meets 假面騎士SHINOBI》